# Tüfekçikonak, İnegöl
Tüfekçikonak là một xã thuộc huyện İnegöl, tỉnh Bursa, Thổ Nhĩ Kỳ. Dân số thời điểm năm 2011 là 189 người.